# Ty Uan/Ty Uan (strumentale)
Ty Uan/Ty Uan (strumentale) è un singolo discografico attribuito a Gli Atomi (in questo caso pseudonimo di Bruno D'Andrea) pubblicato nel 1980. Il brano, scritto da Luigi Albertelli su musica di Giuseppe Tavernese, era la sigla della trasmissione televisiva 3, 2, 1... contatto! 

## Descrizione
La sigla era dedicata a due personaggi che comparivano nell'animazione, la sirena Ty e il fauno Uan, creati dai fratelli Pagot. Questi due personaggi erano i "conduttori" dal lunedì al giovedì e comparivano anche negli intermezzi tra un cartone e l'altro. La sigla venne riutilizzata nel 1986 per la serie animata I fantastici viaggi di Ty e Uan.
Sul lato B è incisa la versione strumentale.

## Edizioni
Entrambe le versioni del brano sono state inserite contemporaneamente nella compilation Supersigle TV vol. 4 e in numerose raccolte.

## Tracce
Lato A
1. Ty Uan – 2:58 (Luigi Albertelli-Giuseppe Tavernese)

Durata totale: 2:58
Lato B
1. Ty Uan (strumentale) – 3:02 (Luigi Albertelli-Giuseppe Tavernese)

Durata totale: 3:02